# Кулдым
Кулдым — село, центр сельской администрации в Старошайговском районе. Население 252 чел. (2008), преимущественно мордва-мокша.
Село расположено в 22 км от районного центра и в 60 км от железнодорожной станции Саранск. Название-гидроним: основан на одноименной реке. В письменных источниках упоминается с начала 17 в. — "Челобитная жителя К.Паркина с сыном о бортных урожаях" (1605). В 1732 г. крестьяне Кулдыма были приписаны к Починковской поташной конторе, в 1760 г. — к Починковскому лейб-гвардейскому конному полку. В «Списке населённых мест Пензенской губернии» (1869) Кулдым — село казённое из 145 дворов Инсарского уезда. В 1853 г. была открыта церковь Казанской иконы Божией Матери. В 1912 г. в селе действовали земская школа, 2 хлебозапасных магазина, водяная, паровая и 11 ветряных мельниц, 4 маслобойки и просодранки, 4 шерсточесальни, 3 кузницы. В конце 1990-х гг. бывший колхоз им. Куйбышева был присоединён к СХПК «Новофёдоровский». Кулдым — родина композитора Г. И. Сураева-Королёва. В Кулдымскую сельскую администрацию входит с. Лемдяйский Майдан (92 чел.). В селе Кулдым установлен обелиск воинам-односельчанам, погибшим в годы Великой Отечественной войны. 